# Liste der Mitglieder der American Academy of Arts and Sciences/2013
Im Jahr 2013 wählte die American Academy of Arts and Sciences 197 Personen in fünf Kategorien zu ihren Mitgliedern.
Unter den 197 Mitgliedern (fellows) sind 11 „foreign honorary members“, die keine Staatsbürger der Vereinigten Staaten oder dort tätig sind; diese sind farblich hervorgehoben.

## Neu gewählte Mitglieder

### Mathematische und physikalische Wissenschaften
- Anant Agarwal (* 1959)
- Rakesh Agrawal (* 1953)
- Meinrat Andreae (* 1949)
- Henri Berestycki (* 1951)
- Arthur Bienenstock (* 1935)
- Samuel Bowring (1953–2019)
- Lawrence David Brown (1940–2018)
- David Cane (* 1944)
- David Dill (* 1957)
- Susan Eggers (* 1943)
- Paula Hammond (* 1963)
- Serge Haroche (* 1944)
- Timothy Heckman (* 1951)
- Frances Hellman (* 1956)
- Gary Horowitz (* 1955)
- Hervé Jacquet (* 1939)
- Robert Loren Jaffe (* 1946)
- Marc Kamionkowski (* 1965)
- Louise Helen Kellogg (1959–2019)
- David Latham (* 1940)
- H. Blaine Lawson (* 1942)
- Naomi Ehrich Leonard (* 1963)
- Kenneth Macdonald (* 1947)
- Arun Majumdar (* 1963)
- Jitendra Malik (* 1960)
- Alan George Marshall (* 1944)
- Peter Michelson (* 1952)
- Shaul Mukamel (* 1948)
- Klaus Müllen (* 1947)
- Hitoshi Murayama (* 1964)
- David John Nesbitt (* 1953)
- Marshall Newton (* 1940)
- Peter Norvig (* 1956)
- Christopher Pethick (* 1942)
- Duong Phong (* 1953)
- Sorin Popa (* 1953)
- Karin M. Rabe (* 1961)
- Nicholas Read (* 1958)
- Jennifer Rexford (* 1969)
- Walter A. Strauss (* 1937)
- Richard A. Tapia (* 1939)
- T. Don Tilley (* 1954)
- David Walt (* 1953)
- Sheldon Weinbaum (* 1937)
- Renata Wentzcovitch (* 1956)
- David Wineland (* 1944)
- Bin Yu (* 1963)
- Xiaowei Zhuang (* 1972)

### Biologische Wissenschaften
- David Matthew Altshuler (* 1964)
- Arturo Alvarez-Buylla (* 1958)
- Bonnie Bartel (* 1961)
- Shelley Berger (* 1954)
- Bruce Beutler (* 1957)
- Martin Blaser (* 1948)
- Kerry Steven Bloom (* 1953)
- Xandra Owens Breakefield (* 1942)
- Elliot Lawrence Elson (* 1937)
- Donna Ferriero (* 1949)
- Jeffrey M. Friedman (* 1954)
- Jed Fuhrman (* 1956)
- Steven Allen Hillyard (* 1942)
- Robert Dan Holt (* 1951)
- Donald Hood (* 1942)
- Anthony Ragnar Ives (* 1961)
- Kenneth Kemphues (* 1950)
- Nancy Knowlton (* 1949)
- Eugene Koonin (* 1956)
- Virginia Man-Yee Lee (* 1945)
- John Lis (* 1948)
- Joseph Loscalzo (* 1951)
- Scott William Lowe (* 1963)
- James Lupski (* 1957)
- Susan Marqusee (* 1960)
- John Mendelsohn (1936–2019)
- Randall Moon (* 1956)
- Martha Constantine-Paton (* 1947)
- Suzanne Ruth Pfeffer (* 1956)
- Jonathan Pritchard (* 1971)
- Ranulfo Romo (* 1954)
- Terrence Sejnowski (* 1947)
- Geraldine Seydoux (* 1964)
- Charles J. Sherr (* 1944)
- Shi Yigong (* 1967)
- Marc Tessier-Lavigne (* 1959)
- Sandra Vehrencamp (* 1948)
- Michael Whitlock (* 1963)
- Jerry Workman (* 1957)

### Sozialwissenschaften
- Thomas Alexander Aleinikoff (* 1952)
- Cynthia Beall (* 1949)
- Robert Allen Bjork (* 1939)
- Nicholas Bloom (* 1973)
- David K. Cohen (1934–2020)
- Richard G. Cooke (1946–2023)
- Daniel Diermeier (* 1965)
- Janice C. Eberly (* 1962)
- Martin Stewart Eichenbaum (* 1954)
- Larry Epstein (* 1947)
- Jon McVey Erlandson (* 1954)
- Thomas Ginsburg (* 1967)
- Alison Gopnik (* 1955)
- John Huber (* 1961)
- Simon David Jackman (* 1966)
- Christine Jolls (* 1967)
- John Levi (* 1948)
- Sara Lawrence-Lightfoot (* 1944)
- Andrew Lo (* 1960)
- Dan Kahan (* 1963)
- Edward Laumann (* 1938)
- Stephen Joseph Macedo (* 1957)
- John Francis Manning (* 1961)
- Rose McDermott (* 1962)
- David J. Meltzer (* 1955)
- Michael Edward Moseley (1941–2024)
- Richard Murnane (* 1945)
- Charles Alexander Nelson (* 1953)
- Jed Rakoff (* 1943)
- Lauren Resnick (* 1936)
- Mark Rosenzweig (* 1947)
- Pamela Samuelson (* 1948)
- Alastair Smith (* 1954)
- Marshall Savidge Smith (* 1937)
- Laurence Steinberg (* 1952)
- Ann Swidler (* 1945)
- Barbara Tversky (* 1942)
- Leonard Wantchékon (* 1961)
- Asher Wolinsky (* 1951)
- Kathryn Ann Woolard (* 1950)

### Geisteswissenschaften und Kunst
- Martin Amis (1949–2023)
- Mark Aronoff (* 1949)
- Carmen Bambach (* 1959)
- Julian Barnes (* 1946)
- Wendell Berry (* 1934)
- David Chalmers (* 1966)
- Alan Code (* 1951)
- Robert De Niro (* 1943)
- Annie Dillard (* 1945)
- Emma Donoghue (* 1969)
- Douglas Druick (* 1948)
- Jeffrey Eugenides (* 1960)
- Sally Field (* 1946)
- Michael Fishbane (* 1943)
- Renée Fleming (* 1959)
- Paula Fredriksen (* 1951)
- Athol Fugard (1932–2025)
- Herbie Hancock (* 1940)
- John Stratton Hawley (* 1941)
- Frederick Hoxie (* 1947)
- Margaret Jacob (* 1943)
- Robert Kaster (* 1948)
- Rae Langton (* 1964)
- Frank Lentricchia (* 1940)
- Susan Mann (* 1943)
- Albert Maysles (1926–2015)
- Sarah Maza (* 1953)
- Jonas Mekas (1922–2019)
- D. A. Miller (* 1948)
- Anne-Sophie Mutter (* 1963)
- Stephen G. Nichols (* 1936)
- David Perlmutter (* 1938)
- Judy Pfaff (* 1946)
- Teofilo Ruiz (* 1943)
- Stuart Schwartz (* 1940)
- Yoshiaki Shimizu (1936–2021)
- Michael A. Smith (* 1954)
- Bruce Springsteen (* 1949)
- Richard Stoltzman (* 1942)
- Paul Theroux (* 1941)
- Natasha Trethewey (* 1966)
- Michael Warner (* 1958)

### Public Affairs, Business und Administration
- Jonathan C. Abbott (* 1962)
- Edward C. Aldridge (* 1938)
- Mandell Berman (1917–2016)
- Paul Buttenwieser (* 1938)
- Rosalind Chast (* 1954)
- Robbert Dijkgraaf (* 1960)
- Mickey Edwards (* 1937)
- John Glenn (1921–2016)
- Philip Hanlon (* 1955)
- Stephen Heintz (* 1952)
- Glenn Hutchins (* 1955)
- Regis Kelly (* 1940)
- Richard Lugar (1932–2019)
- Ernest Moniz (* 1944)
- C. L. Max Nikias (* 1952)
- Barbro Sachs-Osher (* 1940)
- John Parrish (* 1939)
- William Poorvu (* 1935)
- Emily Pulitzer (* 1933)
- Richard M. Rosenberg (* 1930)
- Edward Rothstein (* 1951)
- David Rubenstein (* 1949)
- Peter Salovey (* 1958)
- Herbert Sandler (1931–2019)
- Maxine Savitz (* 1937)
- Thomas Siebel (* 1952)
- Ronald A. Williams (* 1949)
- Phyllis Wise (* 1945)